# Sepik-ramulijsterdikkop
De sepik-ramulijsterdikkop (Colluricincla tappenbecki) is een zangvogel uit de familie Pachycephalidae (dikkoppen en fluiters).

## Taxonomie
Deze soort was eerder een ondersoort van de arafuralijsterdikkop (C. megarhyncha). Moleculair genetisch onderzoek gepubliceerd in 2011 en 2018 leidde tot een andere indeling in soorten en ondersoorten.

## Verspreiding en leefgebied
Er zijn drie ondersoorten:
- C. t. tappenbecki: noordoostelijk deel van Nieuw-Guinea
- C. t. madaraszi: Huonschiereiland, (Papoea-Nieuw-Guinea)
- C. t. maeandrina: Oostelijk deel van Midden-Nieuw-Guinea

Deze soort is endemisch op  Nieuw-Guinea. Het leefgebied bestaat uit regenwoud en montaan regenwoud.